# Ašer
Ašer (hebrejsko אָשֵׁר‬, Ašer) ali Aser je oseba iz Prve Mojzesove knjige (Geneza), drugi sin Jakoba in Zilpe in ustanovitelj plemena Ašer.

## Ime
Besedilo v Tori pravi, da ime Ašer pomeni srečen ali blagor in  namiguje, da izhaja iz hebrejskega izraza ošer, ki ima dve različici: beošri – imam srečo in iššeruni, kateri pripisujejo več izvorov. Biblija pravi, da je mati Lea ob njegovem rojstvu  vzkliknila "Blagor meni, kajti žene me bodo blagrovale!" In dala mu je ime Ašer, kar pomeni sreča.
Nekateri znanstveniki trdijo, da bi ime lahko bilo povezano z božanstvom, ki ga je pleme prvotno častilo. Povezano bi lahko bilo s semitsko boginjo materjo Ašero ali z vrhovnim  asirskim bogom Ašurjem.

## Ljudstva z morja
Številni znanstveniki domnevajo, da je pleme Ašer pripadalo Vešešom, eni od skupin Ljudstev z morja. Ime Vešeš se lahko razstavi na hebrejski izraz ljudje iz Uaša, zato bi naziv Vešeš lahko bila popačenka imena Ašer.